# Паметници в Раковски
Паметниците в Раковски са паметници, изградени да почетат личности, родени в град Раковски или свързани с културното наследство и историята на града. Католическите църкви, манастири и параклиси в града са богато украсени със статуи и витражи на светци и местни мъченици на вярата.

## История
През 1643 г. oтец Джакомо Хомодей е назначен за свещеник в Калъчлии. Той е направил една голяма къща, покрита със слама, за да служи част от нея за община, а другата за църква. Той стъкмява олтар и на 21 ноември 1646 г. поставя статуи, които му били дадени от архиепископ Петър Богдан. Това са първите сведения за появата на статуи в населените места формирали по късно град Раковски.

### Гробищни паркове
Един от най-старите паметници запазени в града е надгробната плоча на архимандрит Петър Арабаджийски в гробищния парк в кв. „Секирово“. Той е роден в Калъчлии, бил е администратор на католици от източен обред в Цариград. Друга запазена надгробна плоча с релефни изображения е тази на отец Иван Непомук, роден през 1839 г. в Тренто, Италия и пристигнал в България през 1876 г. В гробищните паркове на двата големи квартала са погребани католически епископи и български и италиански свещеници, родени или служили по тези места.
През 1940 г. италианското правителство отпуска средства за построяването на паметник на отците-капуцини Едуард Валпа и Самуил Нутини, служили и починали в Калъчлии. Паметна плоча е монтирана и благословена на 1 ноември 1940 г. от отец Дамян Гюлов.
- Паметна плоча на отец Петър Арабаджийски в гробищния парк на кв. „Секирово“
- Надгробна плоча на отец Иван Непомук в гробищния парк на кв. „Секирово“
- Паметна плоча на отците Едуардо Валпа и Самуил Нутини в гробищния парк на кв. „Генерал Николаево“
- Надгробна плоча на отeц Яко Яковски и сестра му в гробищния парк на кв. „Генерал Николаево“

### Храмoве
През 1894 г. на вътрешната страна на лицето на старата църква в Секирово, от дясно, е била прикрепена паметна плоча, на която е пишело следното:
| „ | Отец Ернест от Ривера капуцин, 20 години бе мисионер в Балтаджии, построи тази църква в 1887 год. По причина на болест се завърна в Италия, гдето предаде Богу дух на 25 август 1894 г. на възраст 66 години. Народът признателен на добрия си пастир, построи този паметник в 1894 година. Requescat in pace | “ |

 Подобна плоча е била поставена на външния зид при входа на старата църква в Генерал Николаево. Надписът е гласял: 
| „ | Тука лежи о. Едуардъ, капуцинъ одъ с. ф. редъ. Роди се въ Торино, 29 февр. 1812 г. дошелъ въ тази държава въ год.1841, през 4 год. въ Амбарлия и 27 въ Калъшлия, во свещенствената си служба най-деятелни добродетели развива, съ секиго благоприятелен, на сиромасите верно провидение, за сички добростворителен. Секой денъ неговъ съ добро е заченъ, на българо-католиците всепредаденъ, въ духовенство ги учи и крепи. Въ български език преученъ. На хората драгъ, на Бога угоденъ, съ секакви достойнства накиченъ. Добродетелния си животъ извършилъ, у божи ръце душата си тихо предаде на 7 януаръ 1873. Молетъ за него и този честни паметникъ свещеници, негови събратия: Отци Алфонзо, Лудовико, Тобия, Ернесто, Антонино, Самуеле, съ Калъшлиските жителе поставиха. V.P. | “ |

 През 1928 г. сградите на двете църквата, а с тях и плочите, са разрушени от Чирпанското земетресение.
Папа Пий XI отпуска около 1 млн. лева помощ за пострадалото от Чирпанското земетресение католическо население в Пловдив и селата наоколо. През 1931 г. в знак на признателност при изграждане на новите храмове в селата, формирали по-късно град Раковски, барелефи на папа Пий XI са поставени на фасадите на трите храма - „Пресвето Сърце Исусово“, „Свети архангел Михаил“ и „Непорочно зачатие Богородично“. Между камбанариите на двата големи храма са монтирани статуи на Михаил архангел и Исус Христос. 
В края на 1970те на фасадата на храма „Свети архангел Михаил“ са монтирани 5 статуи: гипсова статуя на Исус Христос с височина 3,20 м и 4 дървени статуи с височина 2,40 м  на светците Франциск Ксаверий, Лаврентий дякон и мъченик и др. В края на XX в. дървените статуи са преместени в залата на културен център „Спиритус“ към храма „Свети Дух“ в Пловдив. Статуята на Исус Христос е демонтирана през 2018 г. поради повреда от климатичните условия.
През 1996 г. над фасадата на църквата „Пресвето сърце Исусово“ е монтирана нова статуя. Тя е изработена от скулптора Цвятко Сиромашки. На нея Спасителя е изобразен с вдигнати нагоре ръце, а не разперени, както е статуята в Рио де Жанейро. На 26 май 2002 г. кметът на Пловдив - Иван Чомаков подарява на папа Йоан Павел II няколко сувенира, между които е и малко бронзово копие на статуята „Пресвето сърце Исусово“, като автор на копието е също Цвятко Сиромашки.
- Фасадата на храма „Непорочно зачатие Богородично“ с барелефа на папа Пий XI
- Статуята „Свети архангел Михаил“
- Статуята „Пресвето сърце Исусово“

### Войнишки паметници
През 1914 г. в село Балтаджии е издигнат паметник на загиналите 1 офицер, 2 подофицери и 58 редници от селото и село Алифаково в Балканската война. Днес паметникът се намира в двора на църквата „Свети Архангел Михаил“. По същото време е изграден и паметник на загиналите от село Калъчлии в Балканската война. Днес той е разположен в гробищния парк на селото.
През 1920 г. със средства на близките също в село Балтаджии е издигнат паметник на 38 редници от селото и село Алифаково, загинали в Първата световна война. Подобен паметник е издигнат и в Калъчлии.
Възпоменателна плоча на 91 загинали от село Секирово в Балканските войни и в Първата световна война e поставена в коридора на училище „П. Парчевич“ през 1940 г. Тя е по проект на учителите Ст. Ковачев, Л. Иванов и Д. Узунов и е монтирана със средства на училището.
- Паметник на загиналите в Балканската война (1912 – 1913) в гробищен парк на кв. „Генерал Николаево“
- Паметник на загиналите в Европейската война (1915 – 1918) в гробищен парк на кв. „Генерал Николаево“
- Паметник на загиналите в Балканската война (1912 – 1913) в двора на църквата „Свети Архангел Михаил“ в кв. „Секирово“
- Паметник на загиналите в Общо Европейската война (1915 – 1918) в двора на църквата „Свети Архангел Михаил“ в кв. „Секирово“

### Паметници след Втората световна война
На 1 юни 1944 г. ятаците Фердинанд Миланов и Йозо Тобиев от село Генерал Николаево заедно с над 30 ятака от село Стряма са разстреляни без съд в местността „Студенец“ в Родопите на около 37 км югозападно от Пловдив. По-късно останки от телата им са намерени в общ гроб. Няколко години по-късно част от останките са пренесени и вградени в партизанския паметник, изграден на площада в село Генерал Николаево. Паметникът е бил посветен също и на партизанина Иван Станков. През 1950-те е поставена паметна плоча на оградата на дома на партизанина Петър Хамбарлийски в село Секирово.
След построяването на училището „Петър Парчевич“ през 1975 г. в квартал „Нов център“, в двора му е издигнат паметник на епископ Петър Парчевич.
На 14 юни 1982 г. е направена първата отливка в Стоманолеярния завод край село Шишманци. Тя е поставена на площада в градинката до читалището в кв. Генерал Николаево, но след 1989 г. е премахната.
На 2 юни 1985 г. в градинката до автогарата в кв. „Генерал Николаево“ е открит паметник на Фердинанд Миланов. Автор на балерефа е Виктор Тодоров. През 1986 г. между площада в кв. „Секирово“ и църквата в квартала е издигнат паметник на партизанина Петър Хамбарлийски. Паметникът е бил изработен от светлочервен камък с издълбан надпис - името и годините на раждане и смъртта му. По време на управлението на кмета Петър Карпаров (след 1991 г.), двата паметника са премахнати и не е известна тяхната съдбата.
През 1980-те при ремонта на площада в кв. „Генерал Николаево“ е премахнат стария паметник и в новоформираната градинка до сградата на общината е изграден паметник на Йорданка Николова. Скулптурата е дело на Александър Дяков. Останките от разстреляните на 1 юни 1944 г. ятаците са пренесени в основите на новия монумент.
- Стария партизански паметник на площада в Генерал Николаево
- Паметник на Фердинанд Миланов
- Паметник на Йорданка Николова
- Паметник на епископ Петър Парчевич в двора на едноименната гимназия

През септември 1989 г. в кв. „Генерал Николаево“ във връзка с 70-тата годишнина на основаване на партийната организация е открита паметна плоча. Скоро след това тя е премахната и на нейно място е поставена статуя на Дева Мария Лурдска.
- Плакет за основаването на партийната организация в село Калъчлии през септември 1919 г.
- Статуя на Дева Мария Лурдска

### Международен пленер по скулптура
От 1985 г. ежегодно в продължение на пет години град Раковски е домакин на Пленер по скулптура с международно участие. По време на пленера са изработени около 35 скулптури (от камък), които са дарени на общината и поставени на различни места в града. Много от тях са запазени и все още могат да се видят в градинките основно около площада в кв. Генерал Николаево. След 1991 г. някои от скулптурите изчезват. През 1988 г. в пленера участва скулпторът Стефан Лютаков.

### Паметници след промените през 1989 г.
На 1 юни 1991 г. в квартал „Нов център“ е открит паметник на патрона на града – Георги Раковски, дело на скулптора Петко Москов.

На 20 април 1996 г. на пл. „България“ е открит Паметник на загиналите 35 раковчани в Отечествената война (1944 – 1945) „Икар – опит за летене“ с надпис
| „ | Българио за тебе те умяха! Изгори, за да светиш! | “ |

 Паметникът е също дело на скулптора Петко Москов. Той е монтиран на същия постамент, където е бил паметника на Йорданка Николова. Поради това че останките от разстреляните на 1 юни 1944 г. ятаци са запазени в основите на монумента, председателят на Общинския съвет Георги Пънкин внася предложение паметникът да бъде премахнат. Предложението е подкрепено от общинските съветници, но обжалвано пред областната управа. Паметникът е запазен.
- Паметник на Георги Раковски
- Паметник на загиналите в Отечествената война

Няколко седмици преди посещението на папа Йоан Павел II в България през 2002 г, барелеф на епископ Евгений Босилков, епископ Иван Романов и свещеник Флавиан Манкин е изграден пред църквата „Пресвето сърце Исусово“. През 2012 г. са поставени паметни плочи на отците Михаил Добромиров и Яко Яковски. Първата е на булеварда, носещ името на отец Добромиров, а втората в двора на училището в кв. „Секирово“.
- Паметна плоча на отец Михаил Добромиров
- Паметник на духовниците Босилков, Романов и Манкин
- Паметна плоча на отец Яко Яковски

По време на следобедната служба в църквата „Свети Архангел Михаил“ в село Секирово през октомври 1944 г., отец Флавиан Манкин е насилствено отвлечен от църквата. Двама от неговите миряни – Гено Буров и Рафаел Пеев – опитали са да го защитят, са също арестувани от народната милиция и откарани в село Стряма. Предполага се, че те са убити рано сутринта на 21 октомври 1944 г. в гората около река Стряма. На предполагаемото място до моста на река Стряма през септември 2014 г. във връзка със 70-годишнина от гибелта им е издигнат скромен мемориал - кръст и възпоменателна плоча.
- Мемориален кръст
- Мемориална плоча на отец Флавиан Манкин, Гено Буров и Рафаел Пеев

През 2018 г. в кв. „Нов център“ е издигнат Паметника на загиналите за независимостта и обединението на България в чест на 230 войници, подофицери и офицери от населените места, формирали град Раковски, участвали и загинали в Балканската, Междусъюзническата, Първата и Втората световна война. Скулптурите на паметника са дело на сина на скулптора Петко Москов - Атанас Москов.
През септември 2019 г. във връзка с апостолическото посещение на папа Франциск в град Раковски в храма „Пресвето Сърце Исусово“ е поставена паметна плоча. На 12 септември 2020 г. във връзка с 60 годишния юбилей на родения в село Секирово (сега квартал на град Раковски) олимпийски шампион по бокс Петър Лесов и 40 години от олимпийската му титла, на площад „Европа“ е издигната триметрова статуя на боксьора, изработена от скулптора Живко Желев.
На 14 април 2021 г. по повод 200 г. от рождението на патрона на града Георги Раковски на площад „България“ пред сградата на общината е открит барелеф на видния революционер и възрожденец. Паметникът е дело на скулптора Димитър Бонев.
- Статуя на олимпийския шампион Петър Лесов на площад „Европа“
- Барелеф на Георги Раковски пред сградата на общината

## Спирки на обществения транспорт
През 2019 г. спирките на обществения транспорт в общината са именувани на известни български герои и писатели и на известни местни личности. Украсата на подслоните им придава художествено-историческо значение и ги прави своеобразни паметници.